# Baâlons
Baâlons är en kommun i departementet Ardennes i regionen Grand Est (tidigare regionen Champagne-Ardenne) i nordöstra Frankrike. Kommunen ligger  i kantonen Omont som ligger i arrondissementet Charleville-Mézières. År 2022 hade Baâlons 208 invånare.

## Befolkningsutveckling
Antalet invånare i kommunen Baâlons
Referens: INSEE